# Martin Kagemark
Hans Martin Kagemark, född 5 november 1974 i Tuve församling i Göteborgs och Bohus län, är en svensk artist och körsångare. 

## Biografi
Martin Kagemark är utbildad vid Balettakademiens musikalartistlinje i Göteborg. Han har medverkat i Melodifestivalkören 2003–2010 och är medlem i gruppen Schlagerfeber. Han har medverkat i musikaler som West side story, Mozart och 42nd street.
Kagemark var tidigare registrerad partner till och är nu gift med Christer Björkman.

## Teater

### Roller (urval)
| År   | Roll                                | Produktion                                                                     | Regi             | Teater                                         |
| ---- | ----------------------------------- | ------------------------------------------------------------------------------ | ---------------- | ---------------------------------------------- |
| 1997 | Nibbles                             | West Side Story Leonard Bernstein, Stephen Sondheim och Arthur Laurents        | Richard Herrey   | Oscarsteatern                                  |
| 1999 | Rudolf                              | Elisabeth Sylvester Levay och Michael Kunze                                    | Ronny Danielsson | Wermland Opera                                 |
| 2001 | Ensemble                            | Evita Andrew Lloyd Webber och Tim Rice                                         | Ronny Danielsson | Göteborgsoperan Flyttad till Cirkus, Stockholm |
| 2002 |                                     | Mozart! Michael Kunze och Sylvester Levay                                      | Ronny Danielsson | Wermland Opera                                 |
| 2010 | Simon Stride                        | Jekyll & Hyde – the musical Leslie Bricusse och Frank Wildhorn                 | Ronny Danielsson | Malmö Opera                                    |
| 2013 | Ensemble                            | Miss Saigon Claude-Michel Schönberg, Alain Boublil och Richard Maltby, Jr.     | Ronny Danielsson | Malmö Opera                                    |
| 2014 | Ensemble Candy Darling (understudy) | Livet är en schlager Jonas Gardell och Fredrik Kempe                           | Jonas Gardell    | Cirkus, Stockholm                              |
| 2016 | Ensemble Monsieur Reyer             | The Phantom of the Opera Andrew Lloyd Webber, Charles Hart och Richard Stilgoe | Harold Prince    | Cirkus, Stockholm                              |

## Diskografi i urval
- 2005 – Bamses dunder-hits